# 小行星4520
小行星4520（4520 Dovzhenko）是一颗绕太阳运转的小行星，为主小行星带小行星。该小行星于1977年8月22日发现。

## 轨道参数
小行星4520的轨道半长轴为2.2738507 UA，离心率为0.221。